# Уремия
Уремия (лат. uraemia; др.-греч. οὖρον — моча и αἷμα — кровь; синонимы: мочекровие) — синдром острой или хронической аутоинтоксикации, развивающийся при выраженной почечной недостаточности в результате задержки в организме азотистых метаболитов (азотемия) и других токсических веществ, расстройства водно-солевого, кислотно-щелочного и осмотического гомеостаза, сопровождающийся вторичными обменными и гормональными нарушениями, общей дистрофией тканей и дисфункцией всех органов и систем. Термин «уремия» предложили в 1840 году П. А. Пиорри и Д. Леритье.

## Этиология
Острая уремия в большинстве случаев вызвана нарушением системного и внутрипочечного кровообращения, вызванного шоком, отягощённым патологическим активированием гемостаза и фибринолиза, массивным гемолизом, расплавлением некротизированных мышечных волокон, иммунным цитолизом. Часто к шоку приводят инфекции, отравления или нарушения водно-электролитного или кислотно-щелочного баланса. Действие этой группы факторов реализуется преимущественно на преренальном уровне. В случае острого интерстициального нефрита, пиелонефрита или гломерулонефрита, протекающих с анурией, отравления нефротропным ядом, обструкции магистральных почечных сосудов развивается уремия ренального происхождения. Внезапное нарушение проходимости верхних мочевых путей (с обеих сторон или на стороне единственной функционирующей почки) приводит к постренальной уремии. Наконец, уремия может наступить в результате ренопривного состояния.
Наиболее частыми причинами хронической уремии являются гломерулонефрит, пиелонефрит, наследственный нефрит, поликистоз почек, сахарный диабет, аденома предстательной железы, почечнокаменная болезнь.

## Патогенез
Ведущую роль в патогенезе уремии, как острой, так и хронической, играет интоксикация продуктами обмена, в норме выводящимися с мочой. Доказано, что в организме больных с уремией накапливается много органических веществ, особенно продуктов белкового метаболизма, многие из которых токсичны. Кроме мочевины, накапливаются, в частности, аммиак, цианат, креатинин, гуанидины, мочевая кислота, β2-микроглобулин, β2-глюкопротеин, пептиды средней молекулярной массы, аминокислоты, производные пиридина, алифатические и ароматические амины, полиамины, индол, фенолы, миоинозитол, маннитол, ацетон, липохромы, циклический АМФ, глюкуроновая и щавелевая кислоты, ряд гормонов, некоторые ферменты и другие.

## Диагностика

### Клиническая

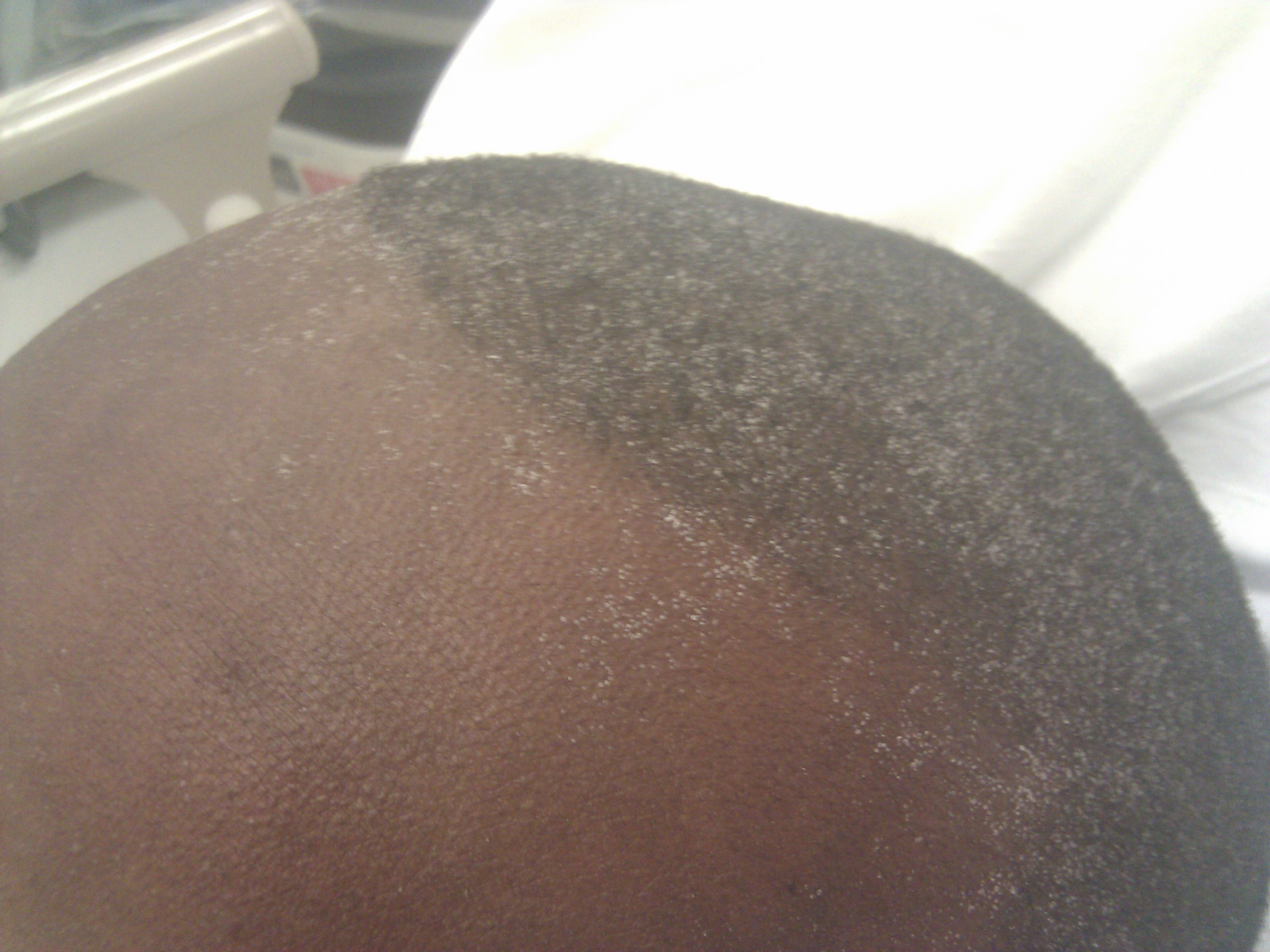
Уремический иней на лбу и волосистой части головы у молодого мужчины, страдающего уремией

Клинические проявления начинаются постепенно: вначале — отсутствие аппетита, астения, апатия, жажда. Возникают жалобы на головные боли, тошноту, нарушения сна, памяти. Температура тела у пациентов, страдающих уремией, как правило, не поднимается выше 35,0 °C. Позже проявляется общая заторможенность, подёргивание мышц как результат отравления нервной системы.
К поздним стадиям проявляется выделение токсинов через желудочно-кишечный тракт, сопровождаемые непрерывной рвотой, поносом. Азотистые метаболиты начинают выделяться через кожу, слизистые и серозные оболочки, вызывая их раздражение, что становится причиной развития уремического гастрита, колита, ларинготрахеита, плеврита, перикардита. Интоксикация нарушает работу печени, влияет на функции костного мозга, становится причиной анемии и тромбоцитопении. У больных возникает склонность к кровотечениям, ослабляется или пропадает зрение, зрачки сужаются. Выделение продуктов метаболизма через слизистую оболочку трахеи и слюнные железы приводит к стоматиту и трахеиту. Изо рта ощущается запах аммиака. В крайне тяжёлых случаях дыхание становится шумным, глубоким (дыхание Куссмауля), с неравномерными паузами, вследствие интоксикации дыхательного центра, в некоторых случаях развивается патологическое дыхание типа Чейна — Стокса.
В терминальной стадии артериальное давление снижается. На коже носа, подбородка и шеи выступает беловатый осадок из кристаллов мочевины («уремический иней»). При прослушивании сердца слышен своеобразный шум трения перикарда (так называемый «похоронный звон»). В конечной стадии человек впадает в бессознательное состояние, летальный исход наступает от уремической комы. При диагностике уремическую кому следует отличать от диабетической, печёночной и прочих.
Хроническая уремия становится причиной необратимых изменений в почках. Она может продолжаться годами, причём часто больные не чувствуют серьёзного недомогания, их состояние длительное время остаётся относительно удовлетворительным.

## Лечение
Применяются гемодиализ и трансплантация почки.
Установление диагноза ХПН требует решения вопроса о заместительной терапии. Это диктуется двумя обстоятельствами.
1. Для большинства пациентов с нарушением дифференцировки почечной ткани характерно внезапное, катастрофическое ухудшение функционального состояния почек, наступающее после периода относительной стабилизации функций. Иногда развёрнутая картина уремии возникает в связи с перенесенным интеркуррентным заболеванием, но в большинстве случаев причину, приводящую к резкому снижению фильтрационной способности почек, установить не удаётся.
2. При установлении диагноза почечной дисплазии и формировании начальной фазы ХПН, весьма эффективна почечная трансплантация, а своевременно назначенный гемодиализ (минимизация гомеостатических нарушений до момента оперативного лечения) создаёт благоприятные условия для ожидания и проведения трансплантации.

## Прогноз
Уремия при острой почечной недостаточности характеризуется бурным развитием и практически полной обратимостью при адекватном лечении, за исключением самых тяжёлых случаев. Без лечения диализом она в подавляющем большинстве случаев заканчивается летальным исходом. Если период анурии затягивается до 5—7 дней и более, может наступить смерть от гиперкалиемии, ацидоза, гипергидратации. При использовании методов внепочечного очищения, прежде всего диализа, удаётся сохранить жизнь 65—95 % больных, из которых большинство возвращается к полноценной жизни.
В течение хронической уремии выделяют консервативно курабельную и терминальную стадии. Для последней характерно снижение клубочковой фильтрации до 10 мл/мин и ниже с исчерпанием возможностей адаптации к нарушениям функций почек. Различная продолжительность жизни лиц с нелеченой хронической уремией отмечается преимущественно в консервативной стадии или при интермиттирующем течении уремии, наблюдаемом у больных, страдающих от потери воды и соли, тубулярного ацидоза, инфекции, нарушенной уродинамики. Значительно утяжеляют течение и ухудшают прогноз тяжёлая артериальная гипертензия, недостаточность кровообращения, перикардит.
Терминальная стадия уремии свидетельствует о близости летального исхода. Продлить жизнь больного в этой стадии можно лишь регулярным диализом. Среди причин смерти больных с уремией наиболее частыми являются сердечно-сосудистые расстройства (включая перикардит с тампонадой сердца), гиперкалиемия, присоединившиеся инфекционные болезни (пневмония и другие), сепсис, геморрагические осложнения, уремическая кома. При регулярном лечении гемодиализом продолжительность жизни больных с хронической уремией может быть значительно продлена. Известная максимальная продолжительность жизни на поддерживающем лечении гемодиализом составляет 22 года, перитонеальным диализом — 12 лет.

## Профилактика
Важным в профилактике развития уремии является вопрос профилактики почечных дисплазий — создание условий течения беременности, ограждающих эмбрион и плод от тератогенных воздействий.
Существенным является поиск маркёров гетерозиготного носительства патологии, а также антенатальная диагностика пороков развития органов мочевой системы в случаях повышенного риска.

## Известные люди, страдавшие от уремии
- Тихо Браге
- Стефан Баторий
- Пётр I
- Жан-Жак Руссо
- Наполеон III
- Александр III
- Михаил Булгаков
- Василий Меркурьев
- Соловьёв, Владимир Сергеевич
- Рыбалко, Павел Семёнович
- Джек Лондон
- Луи Пастер
- Кристиана Вульпиус (жена Гёте)
- Дейл Карнеги
- Штюрмер, Борис Владимирович
- Джин Харлоу
- Юань Шикай
- Сара Бернар
- Романов, Дмитрий Павлович
- Юрий Андропов
- Оствальд, Вильгельм Фридрих
- Император Мэйдзи
- Новгородов Семён Андреевич
- Шри Ауробиндо